# Accident de Beaune
L'accident de Beaune est un accident de la route survenu le 31 juillet 1982 sur l'autoroute A6 près de Beaune, en Côte-d'Or. Accident routier le plus meurtrier en France, il a fait 53 morts dont 46 enfants et adolescents âgés de 5 à 14 ans. La plupart des victimes se trouvaient à bord d'un autocar qui a pris feu à la suite de l'accident et étaient originaires de la commune de Crépy-en-Valois dans l'Oise, ils partaient en colonie de vacances en direction de Aussois en Savoie

## Circonstances
À 20 h, le 30 juillet 1982, deux autocars partent de Crépy-en-Valois, ville située à une soixantaine de kilomètres au nord de Paris. Ils transportent des enfants et adolescents et leurs moniteurs, vers une colonie de vacances organisée par l'assistance sociale de la caisse d'allocations familiales de l'Oise, à Aussois en Savoie.
Au milieu de la nuit, les deux autocars qui se suivent sur l'autoroute A6 en direction de Lyon passent Beaune. Il pleut et la circulation est dense en ce temps de « chassé-croisé » des vacances d'été. Selon les témoignages, les autocars roulaient à plus de 120 ou 130 km/h, la vitesse exacte ne peut pas être connue car les chronotachygraphes furent détruits lors de l'accident. Les autocars circulaient sur la voie centrale et se suivaient à faible distance.
Vers 1 h 35, un premier véhicule avec une caravane crée un premier ralentissement dans l'« entonnoir » de Beaune, une zone dangereuse où l'autoroute passe de trois à deux voies. Une Citroën GS se trouvant sur la troisième voie se rabat précipitamment devant une Citroën 2 CV qui se trouvait déjà entre les deux cars. L'autocar de tête doit freiner car un autocar allemand situé devant lui freine. Il percute l'autocar allemand, mais sans conséquences dramatiques. Le deuxième car, freine lui aussi,mais son  système de freinage le fait se déporte sur la voie de gauche, il percute deux véhicules, parvient à revenir sur la voie centrale et vient finir sa course sur la 2 CV, qui elle même percute la GS, la projetant sur le car de tête, provoquant un carambolage. Les réservoir de la 2 CV et de la GS s'éventre, se vident sur la chaussée et l'essence s'embrase. Six véhicules prennent feu.
Le premier autocar est évacué par les conducteurs et les moniteurs. Dans le second, l'issue latérale avant est bloquée par la 2 CV encastrée. Deux moniteurs parviennent tout de même à faire sortir une quinzaine d'enfants par la porte arrière du véhicule mais 44 restent bloqués à l'intérieur avec les deux conducteurs et deux moniteurs. Cinq autres personnes, dont deux enfants, meurent dans les deux voitures (il n'y a pas de survivant dans les deux voitures impliquées).

## Obsèques
Les familles sont informées de l'accident à 6 heures du matin. Le nom des enfants morts est communiqué par Michel Dupuy, maire de Crépy-en-Valois vers 11 h, suivant l'ordre alphabétique. Peu de corps sont identifiés.
Les obsèques ont lieu dans cette même commune le 3 août 1982 en présence du président de la République, François Mitterrand, du Premier ministre, Pierre Mauroy, et de plusieurs officiels.

## Procès
Des associations de familles de victimes, ainsi que l'Unaf et l'Udaf de l'Oise se portent parties civiles. À la suite du procès, le transporteur est condamné à dix-huit mois de prison avec sursis et à 25 000 francs d'amende : le véhicule présentait en effet un système de freinage gravement défectueux sur la roue droite. Un des conducteurs est condamné à six mois de prison avec sursis, un an de suspension de permis et 2 300 francs d'amende. La compagnie d'assurances doit verser 12 millions de francs aux familles des victimes.

## Commémorations
Chaque année depuis plus de quarante ans, à la date anniversaire, la ville de Crépy-en-Valois commémore l'accident au cimetière à Crépy-en-Valois où reposent les victimes. Les familles des victimes, le maire et les élus de la commune se rendent également sur les lieux de l'accident pour une cérémonie de recueillement.
Marie-Andrée Martin, mère de trois victimes (un de ses enfants a survécu à l'accident) a créé l'Association des victimes de Beaune, qui rejoint la Fédération nationale des victimes d'attentats et d'accidents collectifs.

### Cimetière de Crépy-en-Valois
49° 14′ 40″ N, 2° 52′ 47″ E
Les corps des victimes n'ayant pu être identifiées sont enterrés ensemble sous une grande stèle dans le cimetière d'Hazemont de Crépy-en-Valois. Sur les plaques on peut lire les noms des enfants.

### Plaque commémorative auPK 313
46° 56′ 53″ N, 4° 49′ 46″ E
En contrebas du lieu de l'accident, au PK 313, sur le territoire de la commune de Merceuil, une plaque commémorative a été posée dans un petit parc arboré qui borde l'autoroute. L'épitaphe est ainsi formulée :

« En souvenir du tragique accident autoroutier qui provoqua la mort de 46 enfants et 7 adultes le 31 juillet 1982 — Beaune — Crépy-en-Valois. »

### Mémorial pour l'Avenir
46° 51′ 43″ N, 4° 49′ 15″ E
Un mémorial est érigé en 1985 sur l'aire de repos du Curney, à une dizaine de kilomètres au sud du lieu de l'accident, sur le territoire de la commune de Fontaines. Il est baptisé Mémorial pour l'Avenir ou Jardin onirique.
Le monument est financé par une souscription publique de l'Association du mémorial national des victimes de la route, association présidée par la comédienne Nicole Courcel dont l'objet est d'« ériger un monument dédié aux victimes décédées dans des accidents de la route et destiné à sensibiliser la population à l'importance du drame social et humain que constituent ces accidents pour les familles comme pour le pays tout entier ».
En janvier 1985, le projet de l'architecte Jacques Valentin (d) et de la sculptrice Françoise Jolivet (d) remporte le concours d'architecture ouvert pour l'occasion. Le mémorial est inauguré le 31 juillet suivant,,.

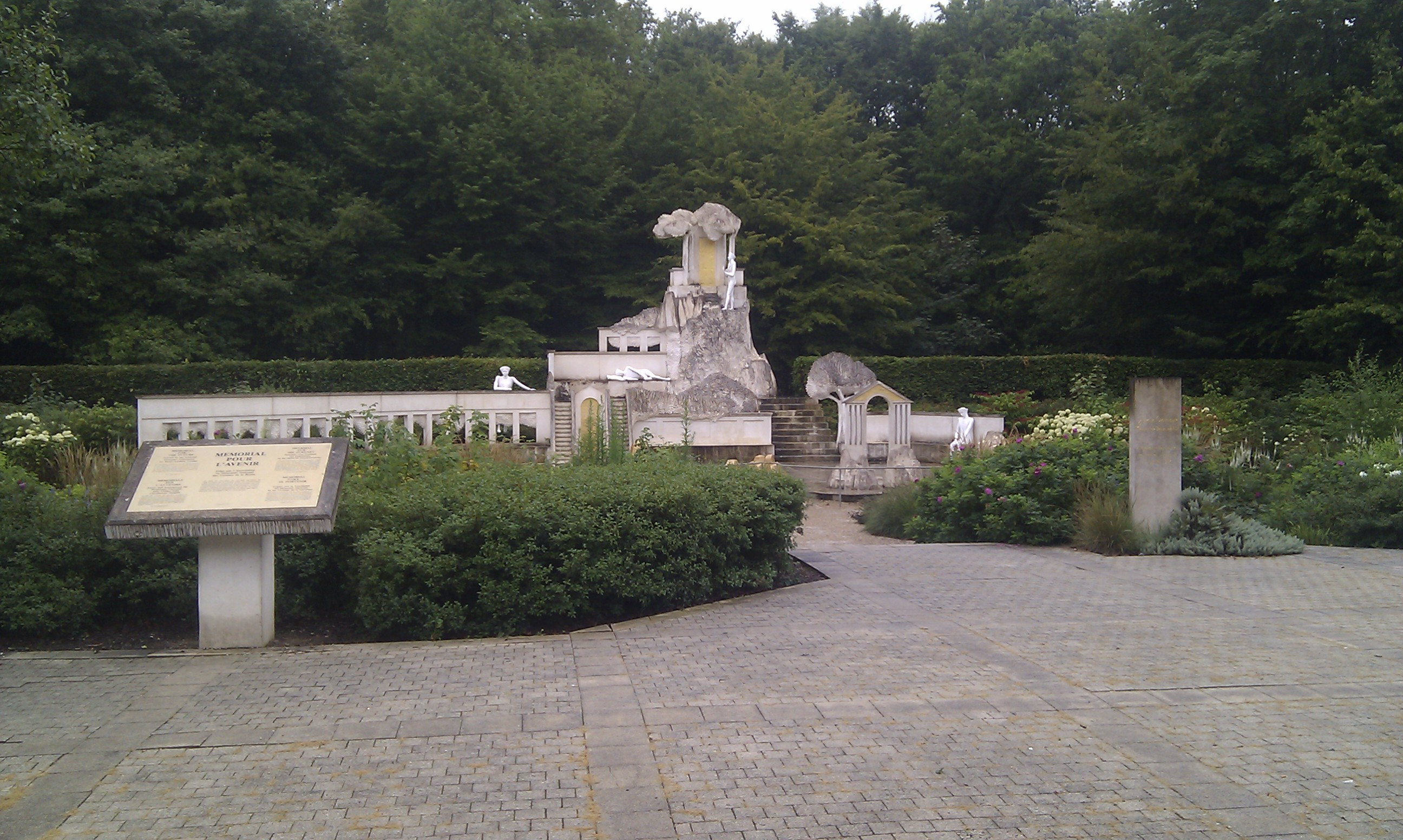
Vue d'ensemble du mémorial.
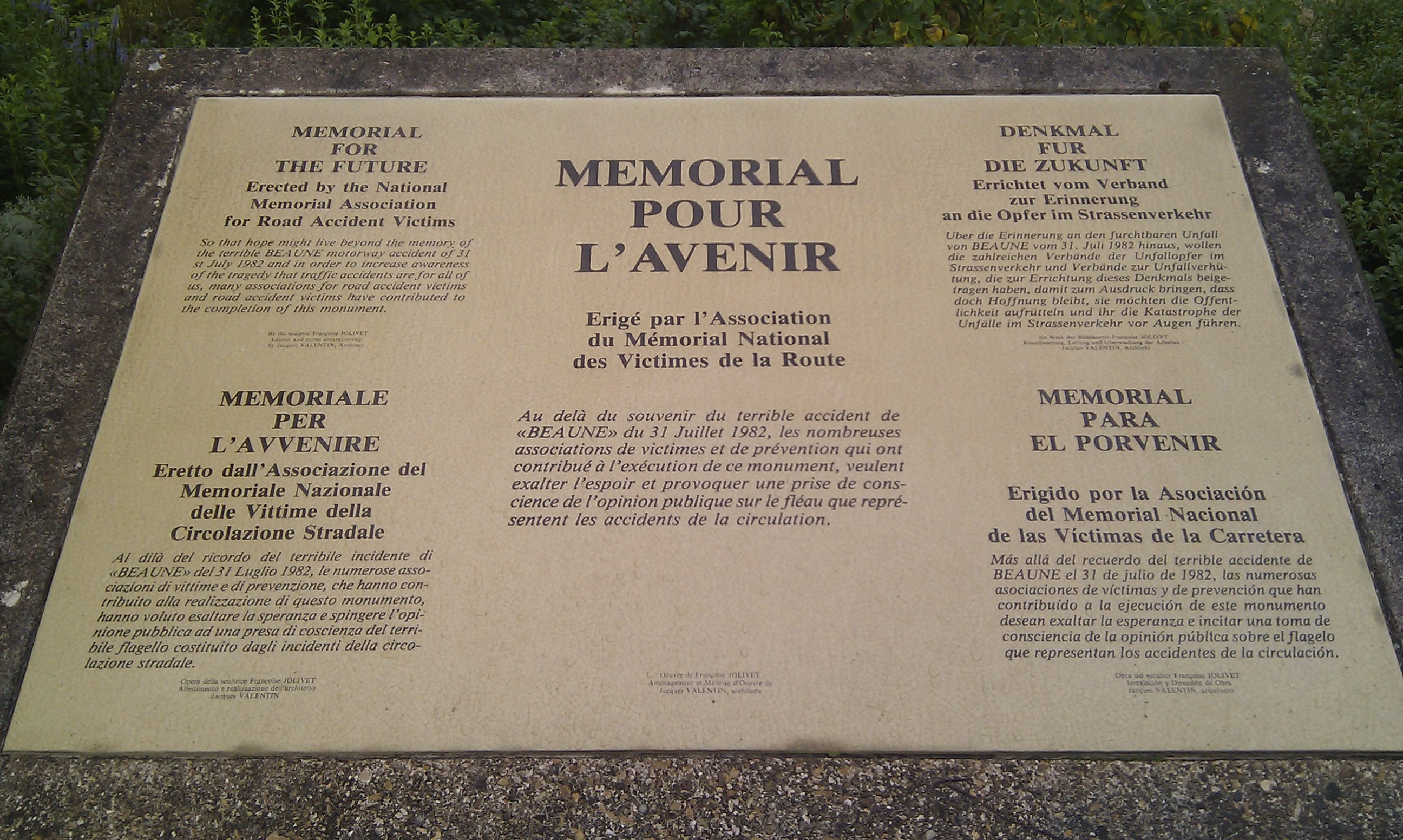
Plaque à proximité du mémorial.

## Conséquences sur la réglementation
Le ministre des Transports d'alors, Charles Fiterman, décide de prendre des mesures strictes.
La vitesse maximale autorisée et les temps de conduite pour les autocars sont réduits, la vitesse par temps de pluie pour tous les véhicules est réduite à 110 km/h sur autoroute et à 80 km/h sur route. Les transports collectifs d'enfants sont interdits pendant les périodes de chassé-croisé fin juillet et début août. Tous les véhicules lourds (camions et autocars...) doivent désormais être équipés d'un dispositif de limitation de vitesse, sur lequel toute modification par son utilisateur est rigoureusement interdite.
De plus, les constructeurs de véhicules destinés aux transports en commun doivent utiliser des matériaux incombustibles et non toxiques et poser des pare-brise en verre feuilleté.

## Victimes
Les victimes de l'accident sont les suivantes, :
| Nom                     | Date de naissance | Âge | Origine                     | Véhicule             |
| ----------------------- | ----------------- | --- | --------------------------- | -------------------- |
| Dominique Polart        | 21 janvier 1969   | 13  | Oise (Baron)                | Autocar (enfant)     |
| Sébastien Polart        | 3 juillet 1972    | 10  | Oise (Baron)                | Autocar (enfant)     |
| Michaël Dehan           | 12 juillet 1970   | 12  | Oise (Crépy-en-Valois)      | Autocar (enfant)     |
| Romuald Dehan           | 11 novembre 1974  | 7   | Oise (Crépy-en-Valois)      | Autocar (enfant)     |
| Éric Delacourt          | 14 janvier 1972   | 10  | Oise (Crépy-en-Valois)      | Autocar (enfant)     |
| Fabrice Delacourt       | 14 mars 1973      | 9   | Oise (Crépy-en-Valois)      | Autocar (enfant)     |
| Myriam Delacourt        | 4 septembre 1970  | 11  | Oise (Crépy-en-Valois)      | Autocar (enfant)     |
| Christelle Fraillon     | 6 octobre 1973    | 8   | Oise (Crépy-en-Valois)      | Autocar (enfant)     |
| Karine Fraillon         | 22 juin 1976      | 6   | Oise (Crépy-en-Valois)      | Autocar (enfant)     |
| Stéphane Fraillon       | 2 novembre 1972   | 9   | Oise (Crépy-en-Valois)      | Autocar (enfant)     |
| Aurore Guffroy          | 1er juin 1974     | 8   | Oise (Crépy-en-Valois)      | Autocar (enfant)     |
| Alain Guillot           | 10 décembre 1970  | 11  | Oise (Crépy-en-Valois)      | Autocar (enfant)     |
| Fabrice Guillot         | 24 février 1972   | 10  | Oise (Crépy-en-Valois)      | Autocar (enfant)     |
| Christophe Guillot      | 5 avril 1973      | 9   | Oise (Crépy-en-Valois)      | Autocar (enfant)     |
| Thierry Guillot         | 12 janvier 1975   | 7   | Oise (Crépy-en-Valois)      | Autocar (enfant)     |
| Angélique Bachelart     | 9 février 1975    | 7   | Oise (Crépy-en-Valois)      | Autocar (enfant)     |
| Jérôme Bachelart        | 24 octobre 1973   | 8   | Oise (Crépy-en-Valois)      | Autocar (enfant)     |
| Virginie Guillot        | 30 novembre 1976  | 5   | Oise (Crépy-en-Valois)      | Autocar (enfant)     |
| Nathalie Hazard         | 6 mars 1975       | 7   | Oise (Crépy-en-Valois)      | Autocar (enfant)     |
| Isabelle Malchien       | 2 novembre 1971   | 10  | Oise (Crépy-en-Valois)      | Autocar (enfant)     |
| Virginie Malchien       | 22 décembre 1973  | 8   | Oise (Crépy-en-Valois)      | Autocar (enfant)     |
| Bruno Martin            | 11 novembre 1969  | 12  | Oise (Crépy-en-Valois)      | Autocar (enfant)     |
| Florence Martin         | 5 février 1973    | 9   | Oise (Crépy-en-Valois)      | Autocar (enfant)     |
| Frédéric Martin         | 29 janvier 1971   | 11  | Oise (Crépy-en-Valois)      | Autocar (enfant)     |
| Elisabeth Martin        | 6 février 1974    | 8   | Oise (Crépy-en-Valois)      | Autocar (enfant)     |
| Gérald Martin           | 15 décembre 1970  | 11  | Oise (Crépy-en-Valois)      | Autocar (enfant)     |
| Stéphanie Martin        | 18 août 1972      | 9   | Oise (Crépy-en-Valois)      | Autocar (enfant)     |
| Sandrine Michelot       | 8 septembre 1975  | 6   | Oise (Crépy-en-Valois)      | Autocar (enfant)     |
| Thierry Millet          | 28 juin 1974      | 8   | Oise (Crépy-en-Valois)      | Autocar (enfant)     |
| Sébastien Richard       | 16 mars 1974      | 8   | Oise (Crépy-en-Valois)      | Autocar (enfant)     |
| Yannick Richard         | 26 avril 1975     | 7   | Oise (Crépy-en-Valois)      | Autocar (enfant)     |
| Christian Syx           | 8 septembre 1969  | 12  | Oise (Crépy-en-Valois)      | Autocar (enfant)     |
| Nathalie Syx            | 29 novembre 1972  | 9   | Oise (Crépy-en-Valois)      | Autocar (enfant)     |
| Patrick Syx             | 6 octobre 1971    | 10  | Oise (Crépy-en-Valois)      | Autocar (enfant)     |
| Valérie Syx             | 23 août 1970      | 11  | Oise (Crépy-en-Valois)      | Autocar (enfant)     |
| Arnaud Sitek            | 10 février 1972   | 10  | Oise (Chèvreville)          | Autocar (enfant)     |
| Ludovic Sitek           | 28 octobre 1973   | 8   | Oise (Chèvreville)          | Autocar (enfant)     |
| David Hollemart         | 29 août 1972      | 9   | Oise (Duvy)                 | Autocar (enfant)     |
| Philippe Hollemart      | 26 octobre 1967   | 14  | Oise (Duvy)                 | Autocar (enfant)     |
| Michaël Guffroy         | 18 janvier 1977   | 5   | Oise (Gilocourt)            | Autocar (enfant)     |
| Ludovic Ruta            | 13 mars 1973      | 9   | Oise (Nanteuil-le-Haudouin) | Autocar (enfant)     |
| Yannick Ruta            | 1er avril 1971    | 11  | Oise (Nanteuil-le-Haudouin) | Autocar (enfant)     |
| Jean-Jacques Pfiffelman | 22 mars 1973      | 9   | Oise (Néry)                 | Autocar (enfant)     |
| Michel Pfiffelman       | 29 juin 1976      | 6   | Oise (Néry)                 | Autocar (enfant)     |
| Bruno Pallard           | 3 mars 1965       | 17  |                             | Autocar (moniteur)   |
| Odile Hibert            | 7 janvier 1963    | 19  |                             | Autocar (moniteur)   |
| René Lambert            | 6 décembre 1940   | 41  |                             | Autocar (conducteur) |
| Joseph Bonnet           | 9 juin 1946       | 36  |                             | Autocar (conducteur) |
| Louis Deyme             | 14 août 1958      | 23  | Marne (Witry-lès-Reims)     | Citroën GS           |
| Martine Krupa           | 15 septembre 1956 | 25  | Marne (Witry-lès-Reims)     | Citroën GS           |
| Yolande Leclerc         | 22 septembre 1942 | 39  | Yvelines                    | Citroën 2 CV         |
| Cyril Fouga             | 28 novembre 1973  | 8   | Yvelines                    | Citroën 2 CV         |
| Arnaud Fouga            | 14 novembre 1975  | 6   | Yvelines                    | Citroën 2 CV         |

Les enfants morts dans l'autocar sont originaires de Crépy-en-Valois ou des communes environnantes. Plusieurs d'entre eux sont issus de familles nombreuses.
Les passagers de la Citroën GS sont un couple venant de Witry-lès-Reims, dans la Marne. Les passagers de la Citroën 2 CV sont une mère et ses deux enfants venus des Yvelines, qui rejoignaient leur mari et père à Avignon.